# Народна партія — реформісти
Народна партія — реформісти (хорв. Narodna stranka – Reformisti) — хорватська ліберальна політична партія.

## Історія
Громадянську ініціативу зі створення цієї партії започаткували колишній голова Хорватської народної партії — ліберал-демократи (ХНП) Радимир Чачич та його однодумці Наталія Мартинчевич і Петар Баранович. Понад дві третини членів партії — це колишні члени ХНП, які покинули її лави через розбіжності з її керівництвом щодо виключення Радимира Чачича з партії в той час, коли він відбував покарання у в'язниці за ненавмисне спричинення дорожньо-транспортної пригоди з двома смертельними випадками.
За словами колишньої виконувачки обов'язків голови партії Наталії Мартинчевич, близько 200 членів загребського та вараждинського відділень ХНП вийшли з цієї партії, щоб вступити до Народної партії — реформісти.
Установчий з'їзд партії відбувся 28 вересня 2014 року в Загребі.
Першим головою цієї партії було одноголосно обрано Радимира Чачича.
Перед парламентськими виборами 2015 партія сформувала коаліцію «Успішна Хорватія» разом з лівоцентристським прогресивним альянсом «Уперед, Хорватіє!». На тих виборах партія здобула одне місце в хорватському парламенті у III виборчому окрузі, де виграв Радимир Чачич. Він проголосував за схвалення уряду Тихомира Орешковича. Партія брала участь у позачергових парламентських виборах 2016 року в рамках «Коаліції за прем'єр-міністра», яку очолив міський голова Загреба Мілан Бандич, і врешті виборола 1 місце. Партія проголосувала за схвалення уряду Андрея Пленковича. На місцевих виборах 2017 року Радимира Чачича було обрано жупаном Вараждинського округу, а Даринко Думбович став мером Петрині. Партія також увійшла до багатьох окружних, міських і муніципальних рад, переважно у північній Хорватії.